# Філ Вотсон
Філ Вотсон (англ. Phil Watson; 24 квітня 1914, Монреаль — 1 лютого 1991) — канадський хокеїст, що грав на позиції крайнього нападника. Згодом — хокейний тренер.
Володар Кубка Стенлі. Провів понад 600 матчів у Національній хокейній лізі. 

## Ігрова кар'єра
Хокейну кар'єру розпочав 1932 року.
Протягом професійної клубної ігрової кар'єри, що тривала 14 років, захищав кольори команд «Монреаль Канадієнс» та «Нью-Йорк Рейнджерс».
Загалом провів 644 матчі в НХЛ, включаючи 54 гри плей-оф Кубка Стенлі.

## Тренерська робота
1955 року розпочав тренерську роботу в НХЛ. Працював з командами «Нью-Йорк Рейнджерс» та «Бостон Брюїнс». Також тренував клуби ВХА «Філадельфія Блейзерс» та «Ванкувер Блейзерс».

## Нагороди та досягнення
- Володар Кубка Стенлі в складі «Нью-Йорк Рейнджерс» — 1940.
- Володар Кубка Стенлі в складі «Монреаль Канадієнс» — 1944.
- Друга команда всіх зірок НХЛ — 1942.

## Статистика
| Сезон        | Клуб                        | Ліга         | Регулярний сезон | Регулярний сезон | Регулярний сезон | Регулярний сезон | Регулярний сезон | Плей-оф | Плей-оф | Плей-оф | Плей-оф | Плей-оф |
| Сезон        | Клуб                        | Ліга         | І                | Г                | П                | О                | ШХ               | І       | Г       | П       | О       | ШХ      |
| ------------ | --------------------------- | ------------ | ---------------- | ---------------- | ---------------- | ---------------- | ---------------- | ------- | ------- | ------- | ------- | ------- |
| 1932–33      | Montreal St. Francis Xavier | MCJHL        | 11               | 10               | 5                | 15               | 16               | 2       | 0       | 0       | 0       | 0       |
| 1933–34      | Montreal St. Francis Xavier | MCJHL        | 16               | 7                | 6                | 13               | 14               | —       | —       | —       | —       | —       |
| 1934–35      | «Монреаль Юн. Роялс»        | QJHL         | 19               | 7                | 7                | 14               | 24               | 7       | 1       | 2       | 3       | 4       |
| 1935–36      | «Нью-Йорк Рейнджерс»        | НХЛ          | 24               | 0                | 2                | 2                | 24               | —       | —       | —       | —       | —       |
| 1935–36      | «Філадельфія Рамблерс»      | КАХЛ         | 22               | 9                | 5                | 14               | 32               | —       | —       | —       | —       | —       |
| 1936–37      | «Нью-Йорк Рейнджерс»        | НХЛ          | 48               | 11               | 17               | 28               | 22               | 9       | 0       | 2       | 2       | 9       |
| 1937–38      | «Нью-Йорк Рейнджерс»        | НХЛ          | 48               | 7                | 25               | 32               | 52               | 3       | 0       | 2       | 2       | 0       |
| 1938–39      | «Нью-Йорк Рейнджерс»        | НХЛ          | 48               | 15               | 22               | 37               | 42               | 7       | 1       | 1       | 2       | 7       |
| 1939–40      | «Нью-Йорк Рейнджерс»        | НХЛ          | 48               | 7                | 28               | 35               | 42               | 12      | 3       | 6       | 9       | 16      |
| 1940–41      | «Нью-Йорк Рейнджерс»        | НХЛ          | 40               | 11               | 25               | 36               | 49               | 3       | 0       | 2       | 2       | 9       |
| 1941–42      | «Нью-Йорк Рейнджерс»        | НХЛ          | 48               | 15               | 37               | 52               | 58               | 6       | 1       | 4       | 5       | 8       |
| 1942–43      | «Нью-Йорк Рейнджерс»        | НХЛ          | 46               | 14               | 28               | 42               | 44               | —       | —       | —       | —       | —       |
| 1943–44      | «Монреаль Канадієнс»        | НХЛ          | 44               | 17               | 32               | 49               | 61               | 9       | 3       | 5       | 8       | 16      |
| 1944–45      | «Нью-Йорк Рейнджерс»        | НХЛ          | 45               | 11               | 8                | 19               | 24               | —       | —       | —       | —       | —       |
| 1945–46      | «Нью-Йорк Рейнджерс»        | НХЛ          | 49               | 12               | 14               | 26               | 43               | —       | —       | —       | —       | —       |
| 1946–47      | «Нью-Йорк Рейнджерс»        | НХЛ          | 48               | 6                | 12               | 18               | 17               | —       | —       | —       | —       | —       |
| 1947–48      | «Нью-Йорк Рейнджерс»        | НХЛ          | 54               | 18               | 15               | 33               | 54               | 5       | 2       | 3       | 5       | 2       |
| Усього в НХЛ | Усього в НХЛ                | Усього в НХЛ | 590              | 144              | 265              | 409              | 532              | 54      | 10      | 25      | 35      | 67      |

## Тренерська статистика
| Команда      | Сезон        | Регулярний сезон | Регулярний сезон | Регулярний сезон | Регулярний сезон | Регулярний сезон | Регулярний сезон | Плей-оф                  |
| Команда      | Сезон        | І                | В                | П                | Н                | О                | Місце            | Результат                |
| ------------ | ------------ | ---------------- | ---------------- | ---------------- | ---------------- | ---------------- | ---------------- | ------------------------ |
| НЙР          | 1955–56      | 70               | 32               | 28               | 10               | 74               | 3-є in НХЛ       | програш у півфіналі      |
| НЙР          | 1956–57      | 70               | 26               | 30               | 14               | 66               | 4-е in НХЛ       | програш у півфіналі      |
| НЙР          | 1957–58      | 70               | 32               | 25               | 13               | 77               | 2-е in НХЛ       | програш у півфіналі      |
| НЙР          | 1958–59      | 70               | 26               | 32               | 12               | 64               | 5-е in НХЛ       | не вийшли                |
| НЙР          | 1959–60      | 15               | 3                | 9                | 3                | 9                | 6-е in НХЛ       | звільнений               |
| БОС          | 1961–62      | 70               | 15               | 47               | 8                | 38               | 6-е in НХЛ       | не вийшли                |
| БОС          | 1962–63      | 14               | 1                | 8                | 5                | 7                | 6-е in НХЛ       | звільнений               |
| ФБ (ВХА)     | 1972–73      | 71               | 37               | 34               | 0                | 74               | 3-є СД           | програш у першому раунді |
| ВБ (ВХА)     | 1973–74      | 12               | 3                | 9                | 0                | 6                | 5-е ЗД           | звільнений               |
| Усього в НХЛ | Усього в НХЛ | 379              | 135              | 179              | 65               | 335              |                  |                          |
| Усього в ВХА | Усього в ВХА | 83               | 40               | 43               | 0                | 80               |                  |                          |